# 亞歷山德里夫卡 (奧赫特爾卡區)
亞歷山德里夫卡（烏克蘭語：Олександрівка），是烏克蘭東北部蘇梅州奥赫特尔卡区大皮萨里夫卡市镇内的村落。處於沃爾斯克拉河左岸，分別距離盧卡什夫卡1.5公里和大皮薩里夫卡0.5公里，面積1.49平方公里，海拔高度130米。